# Roberto Ballesteros
Roberto Ballesteros (n. 22 martie 1952, Torreón⁠(d), Coahuila de Zaragoza, Mexic) este un actor de origine mexicană. Este cunoscut pentru rolurile din Maria Mercedes (Cordelio) și Camaleones (Ricardo).

## Filmografie
- Tres veces Ana (2016) .... Tadeo Nájera
- Lo imperdonable (2015) .... Joaquín Arroyo
- Hasta el fin del mundo (2014-2015) .... Félix Tavares
- Como dice el dicho (2014) .... Lisandro
- Qué bonito amor (2012-2013).... Comandante Leonardo Derecho
- Por ella soy Eva (2012) .... Lic. Raúl Mendoza (Villano)
- Llena de amor (2010) .... Bernardo Izquierdo (Villano)
- Cameleonii (2009-2010) .... Ricardo Calderón
- Palabra de mujer (2007-2008) .... Genaro Arreola
- Código Postal (2006-2007) .... Bruno Zubieta
- La esposa virgen (2005) .... Cristóbal (Villano)
- Contra viento y marea (2005) .... Arcadio
- Apuesta por un amor (2005) .... Justo Hernández (Villano)
- Amarte es mi pecado (2004) ... Marcelo Previni (Villano)
- Amar otra vez (2004) .... Julio Morales
- Niña amada mía (2003) .... Melchor Arrieta (Villano)
- Navidad sin fin (2001) .... Casimiro
- Sin pecado concebido (2001) .... Teniente Epigmenio Nava (Villano)
- Mujer bonita (2001) .... Servando
- El precio de tu amor (2000-2001) .... Rodolfo Galván (Villano)
- Por tu amor (1999) .... Sandro Valle
- Cuento de Navidad (1999) .... Gonzalo / Sr. Penumbra
- El diario de Daniela (1998-1999) .... Arturo Barto (Villano)
- Preciosa (1998) .... Sándor (Villano)
- Rencor apasionado (1998) .... Carmelo Camacho
- María Isabel (1997) .... Armando Noguera (Villano)
- Mi querida Isabel (1997) .... Federico
- Cañaveral de pasiones (1996) .... Rufino Mendoza (Villano)
- La antorcha encendida (1996) .... Vicente Guerrero
- Maria José (1995) .... Joel
- María la del Barrio (1995) .... Fantasma
- Bajo un mismo rostro(1995) .... César
- El vuelo del águila (1994-1995) .... Vicente Guerrero
- María Mercedes (1992-1993) .... Cordelio Cordero Mansó (Villano)
- La pícara soñadora (1991) .... Adolfo Molina
- Mi pequeña Soledad (1990) .... Mateo Villaseñor (Villano)
- Simplemente María (1989-1990) .... Arturo D'Angelle (Villano)
- Quinceañera (1987-1988) .... Antonio
- Rosa salvaje (1987-1988) .... Dr. Germán Laprida
- Pobre señorita Limantour (1983) .... Germán
- Pobre juventud (1987) .... Néstor de la Peña
- Vivir un poco (1985) .... Marcos Llanos del Toro
- Los años felices (1984) .... Angelo
- Amalia Batista (1983) .... Macario
- Cuando los hijos se van (1983) .... Julio Francisco "Kiko" Mendoza
- Sorceress (film american) (1982) .... Traigon villano
- Soledad (1980) .... Martín
- Verónica (1980) .... Lisandro
- Colorina (1980) .... Julián Saldívar
- Los ricos también lloran (1979) .... Camarero
- Viviana (1978) .... José Aparicio
- El Reventon (1977) .... Dancer